# Aksel Jørgensen
Karl Aksel Jørgensen, född 3 februari 1883, död 9 juni 1957, var en dansk målare, tecknare, grafiker och konstpedagog.

## Biografi
Jørgensen ägnade sig åt måleri och grafisk konst och blev professor vid konstakademin 1920. Bland hans målningar märks porträtt av T. Provsing vid en klinisk föreläsning samt utsmyckningen av Drachmanns Kro vid Allégade i Frederiksberg. Som grafiker hörde Jørgensen till samtidens främsta danska illustratörer, med bland annat träsnitt till Oehlenschlägers Nordens Guder.
Starkt socialt engagemang präglar hans tidigare skildringar av proletära miljöer. I senare års stilleben och figurbilder intresserade han sig främst för sträng bilduppbyggnad. Som professor i grafik vid Kunstakademiet i Köpenhamn 1920 - 53 fick han stor betydelse för grafikens uppblomstring i Danmark. 
Jørgensen finns representerad vid bland annat Statens Museum for Kunst, Skagens Museum, Museum Jorn, Moderna museet, Malmö konstmuseum, Ateneum och British Museum

## Utmärkelser
- Dannebrogsmännens hederstecken,  1933[7]
- Thorvaldsenmedaljen,  1941[8]
- Kommendör av Dannebrogorden,  1943[7]

[Redigera Wikidata]